# Detlef Glitsch
Detlef Glitsch (12 de septiembre de 1961) es un deportista alemán que compitió para la RFA en remo. Ganó tres medallas en el Campeonato Mundial de Remo, entre los años 1986 y 1989.

## Palmarés internacional
| Campeonato Mundial | Campeonato Mundial       | Campeonato Mundial | Campeonato Mundial      |
| Año                | Lugar                    | Medalla            | Prueba                  |
| ------------------ | ------------------------ | ------------------ | ----------------------- |
| 1986               | Nottingham (Reino Unido) | Medalla de plata   | Ocho con timonel ligero |
| 1987               | Copenhague (Dinamarca)   | Medalla de plata   | Ocho con timonel ligero |
| 1989               | Bled (Yugoslavia)        | Medalla de bronce  | Ocho con timonel ligero |